# پیتر ریلتون
پیتر آلبرت ریلتون (به انگلیسی: Peter Albert Railton)، (زاده ۲۳ مه ۱۹۵۰) فیلسوف آمریکایی است که استاد ممتاز دانشگاه گرگوری اس. کاوکا و استاد فلسفه دانشگاه میشیگان، آن آربور، که از سال ۱۹۷۹ در آن‌جا تدریس کرده‌است

## تحصیلات و شغل
ریلتون دکترای خود را در سال ۱۹۸۰ از دانشگاه پرینستون، با نوشتن پایان‌نامه‌ای زیر نظر دیوید کی لوئیس گرفت. او استاد مدعو در دانشگاه کالیفرنیا، برکلی و دانشگاه پرینستون بود. ریلتون در سال ۲۰۰۴ به عضویت فرهنگستان هنر و علوم آمریکا و در سال ۲۰۱۶ به فرهنگستان علوم نروژ برگزیده شد.
سخن‌رانی عمومی او در مورد مبارزه خود با افسردگی مورد توجه و تحسین جامعه دانشگاهی قرار گرفت.

## کار فلسفی
پایان‌نامه ریلتون مربوط به تبیین علمی بود. تحقیقات اصلی او از آن زمان بر فرااخلاق معاصر و اخلاق هنجاری (به ویژه نتیجه‌گرایی) متمرکز است. او نویسنده کتاب حقایق، هنجارها و ارزش‌ها (انتشارات دانشگاه کمبریج، ۲۰۰۳)، مجموعه‌ای از مقالات اصلی او در زمینه اخلاق، و یکی از ویراستاران (با استفان داروال و آلن گیبارد) کتاب گفتمان اخلاقی و عمل: برخی رویکردهای فلسفی (انتشارات دانشگاه آکسفورد، ۱۹۹۶) است.
ریلتون بازیگوشانه خود را یک «واقع‌گرای اخلاقی جسور و تندخو» توصیف کرده‌است. برخلاف برخی واقع‌گرایان اخلاقی، او فکر می‌کند که حقایق اخلاقی که گزاره‌های اخلاقی را صادق می‌کنند، واقعیت‌های طبیعی هستند.